# Joos van Craesbeeck
Joos van Craesbeeck noto anche come Josse van Craesbeeck, Joos van Craesbeke, Josse van Craesbeke, Joos Van Craesbeeck e Joes van Kraesbeick (Neerlinter, 1605 o 1606 – Bruxelles, 1661) è stato un pittore fiammingo e fornaio.
Svolse un ruolo importante nello sviluppo della pittura fiamminga della metà del XVII secolo attraverso le sue scene di taverne e dei suoi ritratti dissoluti. Le sue scene di genere raffigurano personaggi di basso stato sociale e scene di gente di ceto medio.

## Biografia
Joos van Craesbeeck nacque a Neerlinter (oggi un villaggio del Brabante Fiammingo in Belgio). Suo padre si chiamava Joos e si crede fosse un fornaio. Il nome di sua madre era Gertruid van Callenborch. Nel 1630 o 1631, Joos van Craesbeeck sposò Johanna Tielens. Il padre di sua moglie era un fornaio, ma la famiglia Tielens aveva anche artisti tra i suoi membri: il paesaggista Jan Tilens era uno zio mentre due degli zii dal lato materno della moglie erano scultori.
La famiglia Tielens era anche responsabile della gestione della panetteria della Cittadella di Anversa. Quando il pittore Adriaen Brouwer venne imprigionato nella cittadella, van Craesbeeck probabilmente lo incontrò. Sulla base delle informazioni fornite dal contemporaneo biografo fiammingo Cornelis de Bie nel suo libro "Het Gulden Cabinet" si crede che van Craesbeeck sia diventato allievo e buon amico di Brouwer. La loro relazione è descritta da De Bie come "Soo d'oude songhen, soo pypen de jonghen" (come il vecchio canta, così fischietta il giovane). Le somiglianze stilistiche delle prime opere di van Craesbeeck con quelle di Brouwer sembrano avvalorare tale apprendistato.

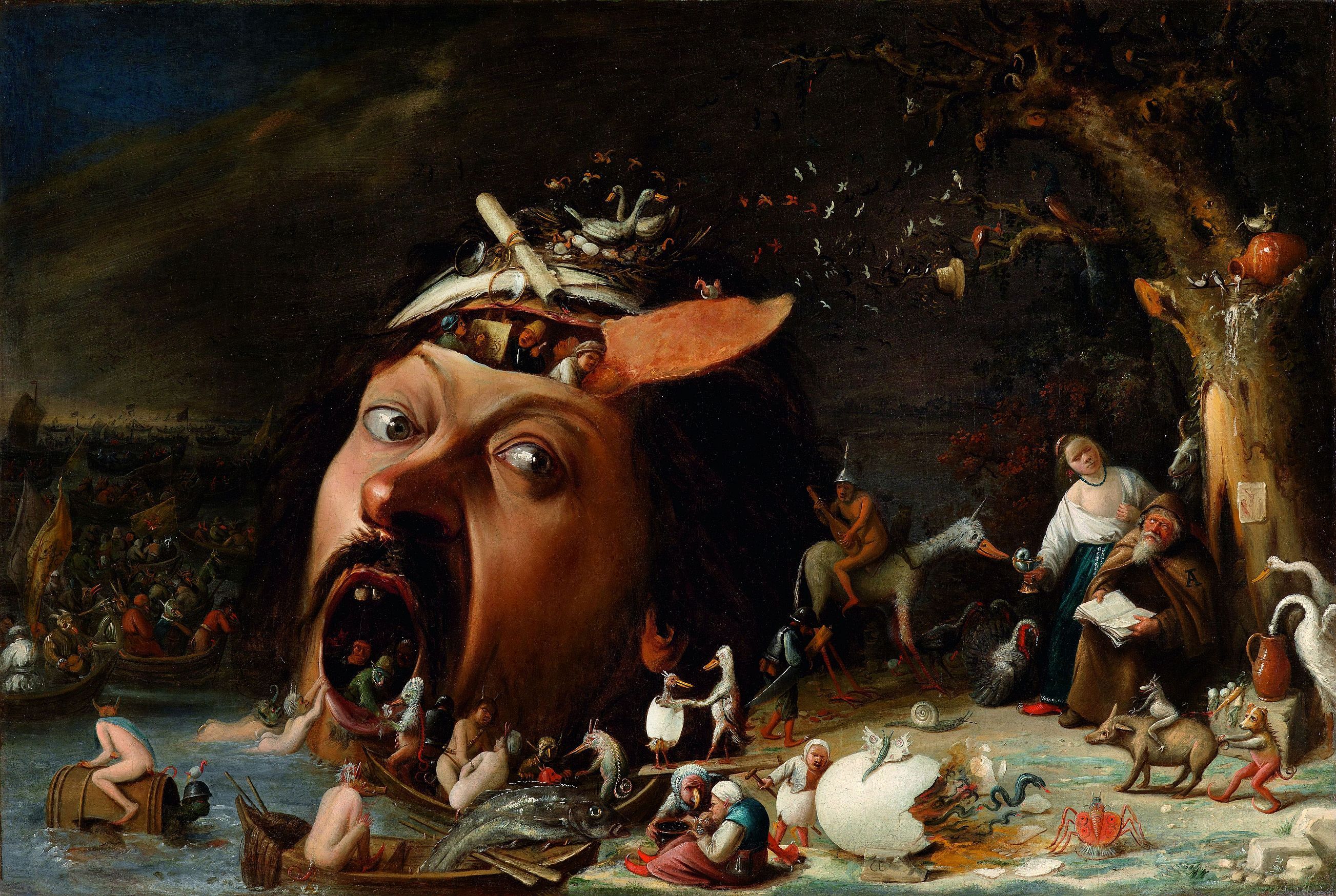
La tentazione di sant'Antonio

Van Craesbeeck divenne maestro della Corporazione di San Luca di Anversa nel 1633-1634 come fornaio e pittore. Nel 1637 divenne vedovo, beneficiò di una eredità e venne registrato come proprietario di una nuova casa con annessa panetteria ad Anversa. A partire da quest'epoca poté dedicarsi a tempo pieno alla pittura.
Gli spostamenti di van Craesbeek tra il 1637 e il 1651, l'anno in cui divenne maestro della Corporazione di San Luca a Bruxelles non sono chiari. È probabile che il suo trasferimento a Bruxelles sia legato a quello di David Teniers il Giovane che si stabilì a Bruxelles il 7 settembre 1650. Nel 1653, Adriaen Rombouts era suo allievo a Bruxelles.
La data della sua morte non è nota con certezza, ma dovrebbe essere stata tra il 1660 e il 1661, perché nel 1660 un Viters Lucas era elencato come suo apprendista e un anno dopo Cornelis de Bie lo segnala come defunto.

## Opere

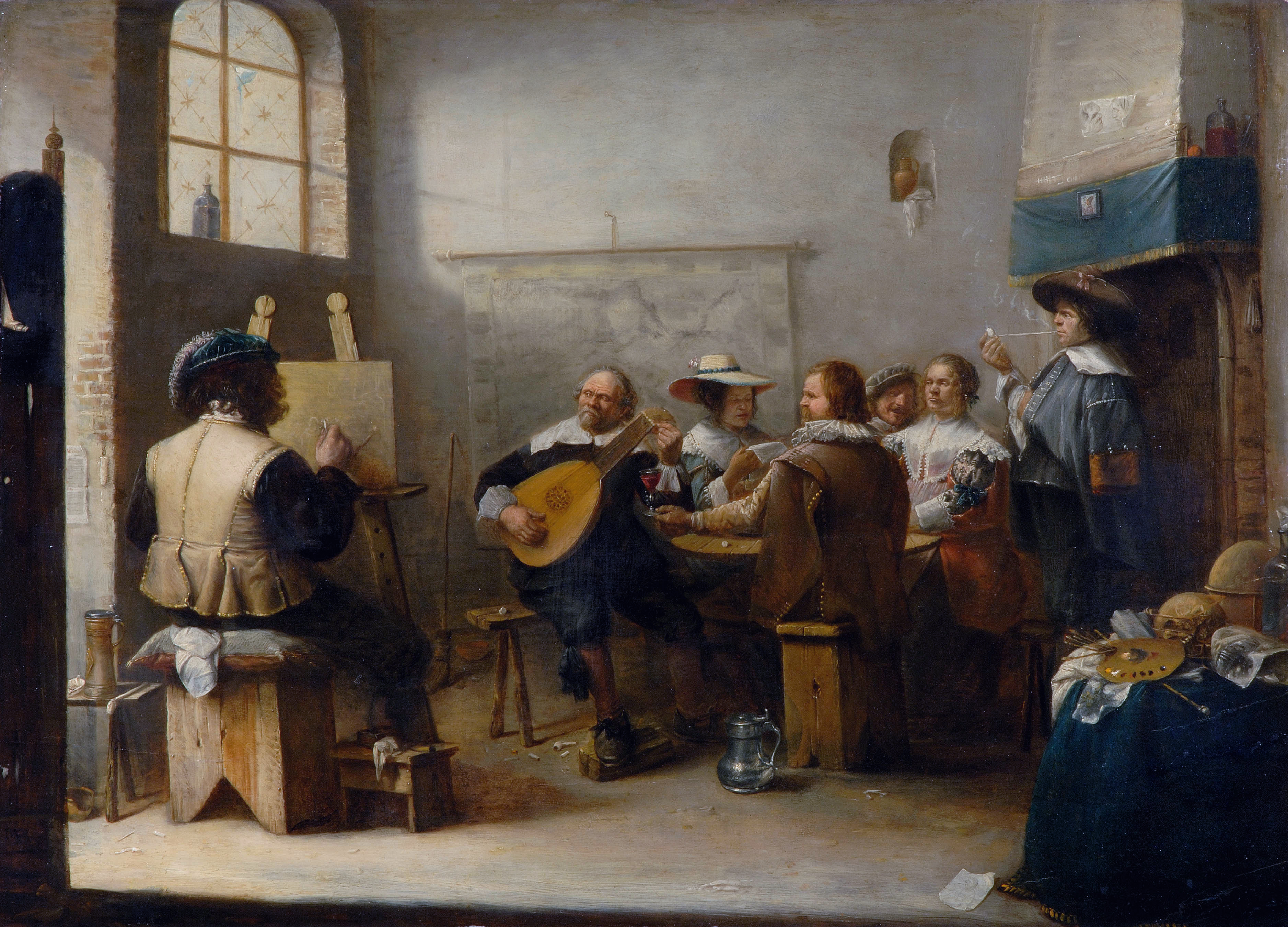
Lo studio di pittore

Joos van Craesbeeck dipinse principalmente scene di genere e alcune composizioni a tema religioso. Le sue scene di genere rappresentano personaggi del ceto basso e scene di personaggi borghesi. La cronologia del suo lavoro è difficile da stabilire poiché firmò un solo dipinto, un autoritratto che è ormai perduto. Oltre all'unico dipinto firmato con il suo nome completo, ci sono circa 30 altri dipinti con il monogramma cb o jvcb. Nonostante la difficoltà di datare i suoi dipinti, si crede che nei suoi primi lavori si sia basato sui tipi di Brouwer, seguendo anche la tavolozza di Brouwer nelle sue sottili armonie con scintillanti riflessi occasionali. Come Brouwer, applicò un colore molto fine lasciando parti visibili dello sfondo.
Dopo la morte di Brouwer, nel 1638, van Craesbeeck si rivolse ad altri artisti per ispirarsi e prese idee dai pittori olandesi contemporanei. I pittori di Anversa, tuttavia, rimangono la sua principale fonte di ispirazione. Era in grado di trovare la propria interpretazione individuale degli argomenti quotidiani, che costituiscono la maggior parte della sua produzione. La sua tavolozza dei colori era dominata dal marrone e dal grigio.
In una fase successiva, quando risiedeva a Bruxelles, dipinee le sue opere mature, in gran parte indipendenti da Brouwer. Un gruppo di opere di questo periodo è caratterizzato dai suoi colori vivaci e dall'uso del proprio repertorio di figure: uomini barbuti con cappelli piatti o di pelliccia, donne con cappelli bianchi o di paglia..